# عبد السلام بكوش
عبد السلام بن محمد البكوش ولد في تونس العاصمة سنة 1871، و توفي سنة 1946 في المرسى, قضى حياته في تونس.

## حياته
حفظ القرآن الكريم في بيته، ثم التحق بالمدرسة الصادقية، وتعلم فيها حتى استوت معارفه، وحصل على شهادتها، ثم أكبّ على الاطلاع والدراسة فأتقن اللغات الفرنسية والإنجليزية والإيطالية.
بدأ حياته العلمية موظفًا في الوزارة الكبرى، ثم انتقل للعمل بجميعة الأوقاف، ثم عمل في إدارة المال العام.
كان عضوًا في بعض الأندية الاجتماعية والثقافية، منها: نادي قدماء تلاميذ المدرسة الصادقية، والجمعية الخلدونية.

## الإنتاج الشعري
له قصائد منشورة في مجلة شمس الإسلام (تونس)، منها: 
- هو ربي - جـ 4 - ربيع الثاني 1356هـ/1937م،
- محمد المثال الكامل - جـ 5 و6 - رمضان 1356هـ/1937م،

و له قصائد منشورة في صحف ومجلات أخرى، منها: 
- رثاء فقيد الوطن سيدي محمد الصالح بأي - مجلة الصواب 17/12/1920،
- رثاء فقيد الدين والوطن - مجلة النهضة - 17/11/191.

الأعمال الأخرى:
له عدة مقالات نشرت في بعض صحف عصره، مثل: جريدة الحاضرة.
المتاح من شعره قليل، نظمه في الأغراض المألوفة، ومنها: المدح والرثاء، له مطولة في مديح الرسول ، بدأها بمقدمة غزلية طويلة، تتبع فيها معاني المديح المألوفة. يعكس شعره نزوعًا دينيًا ومسحة صوفية، يتسم بجزالة اللغة، وقلة الخيال.